# Colibri de Rivoli
Eugenes fulgens
Espèce
Répartition géographique
Statut de conservation UICN

 LC  : Préoccupation mineure
Statut CITES
Le Colibri de Rivoli (Eugenes fulgens) est une espèce d'oiseaux de la famille des Trochilidae.

## Nomenclature
Son nom est dédié à François Victor Masséna (1799-1863), deuxième duc de Rivoli.

## Description
Cet oiseau mesure environ 13 cm de longueur. Il possède un bec droit et assez long. Il présente un dimorphisme sexuel. Le mâle a la calotte et le front violet, la gorge vert vif, la poitrine et le dos vert bronze et une tache blanche derrière chaque œil (un trait chez la femelle). Celle-ci a le dessous gris chamois et l'extrémité de la queue blanche.

## Répartition
Son aire s'étend de manière disjointe de l'Arizona au Nicaragua.

## Habitat
Cet oiseau fréquente les forêts tropicales et subtropicales humides de montagne surtout à partir de 2 000 m d'altitude.

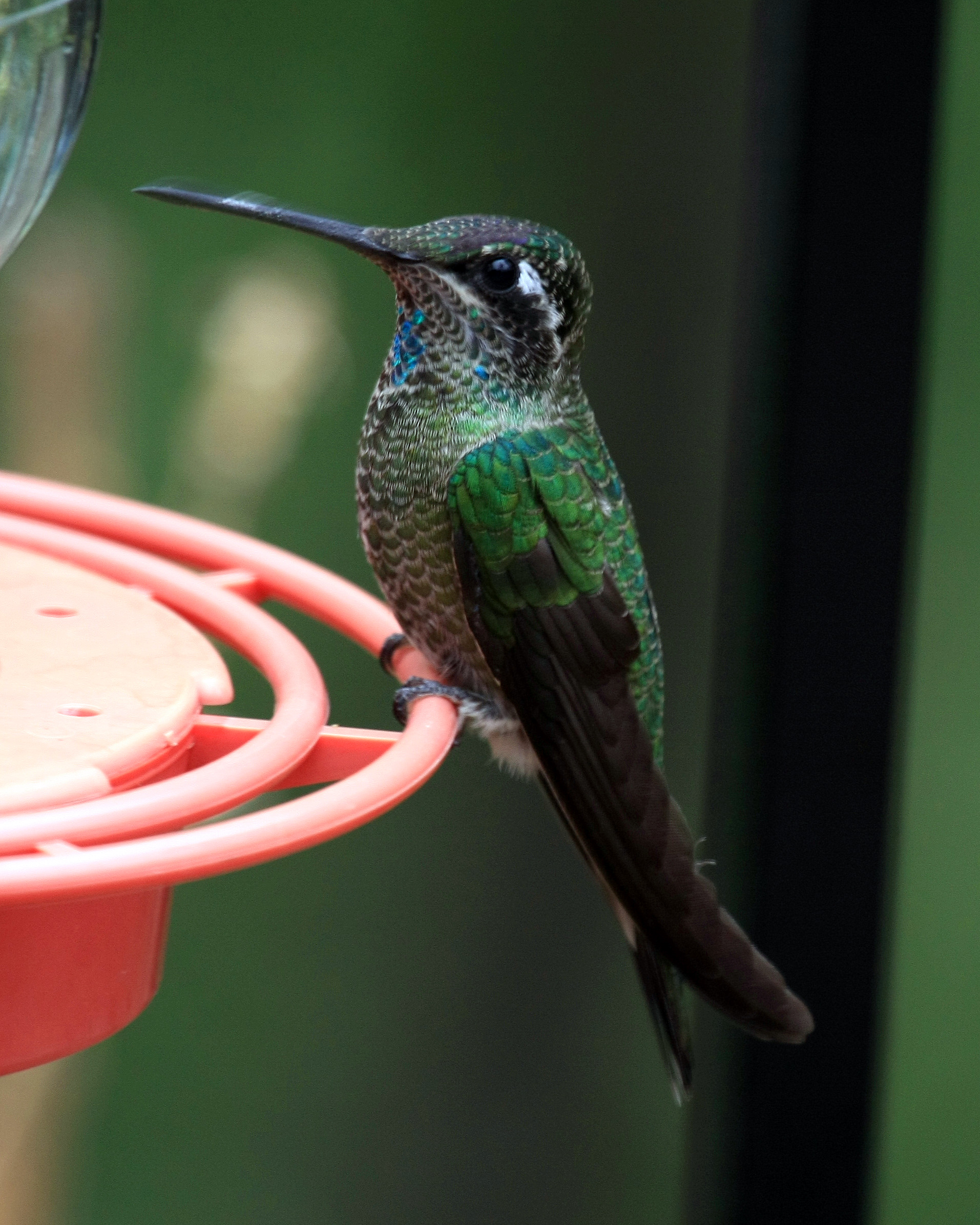
Une mâle, juvénile en Arizona.